# Monoforium

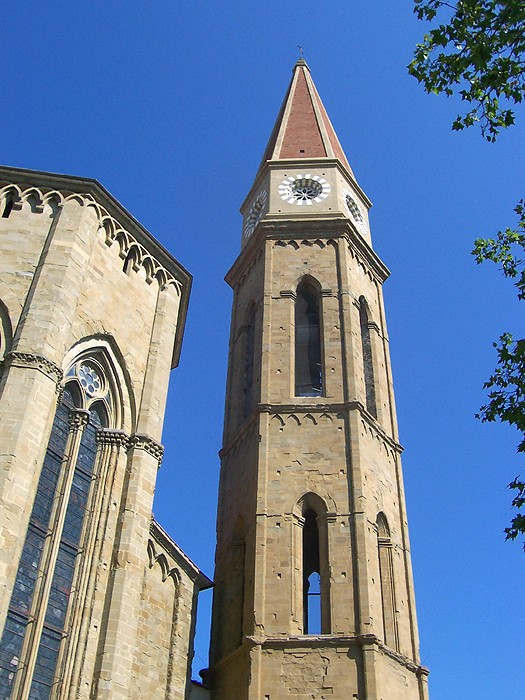
Monoforien im Glockenturm der Kathedrale von Arezzo
Links im Bild ein Biforium

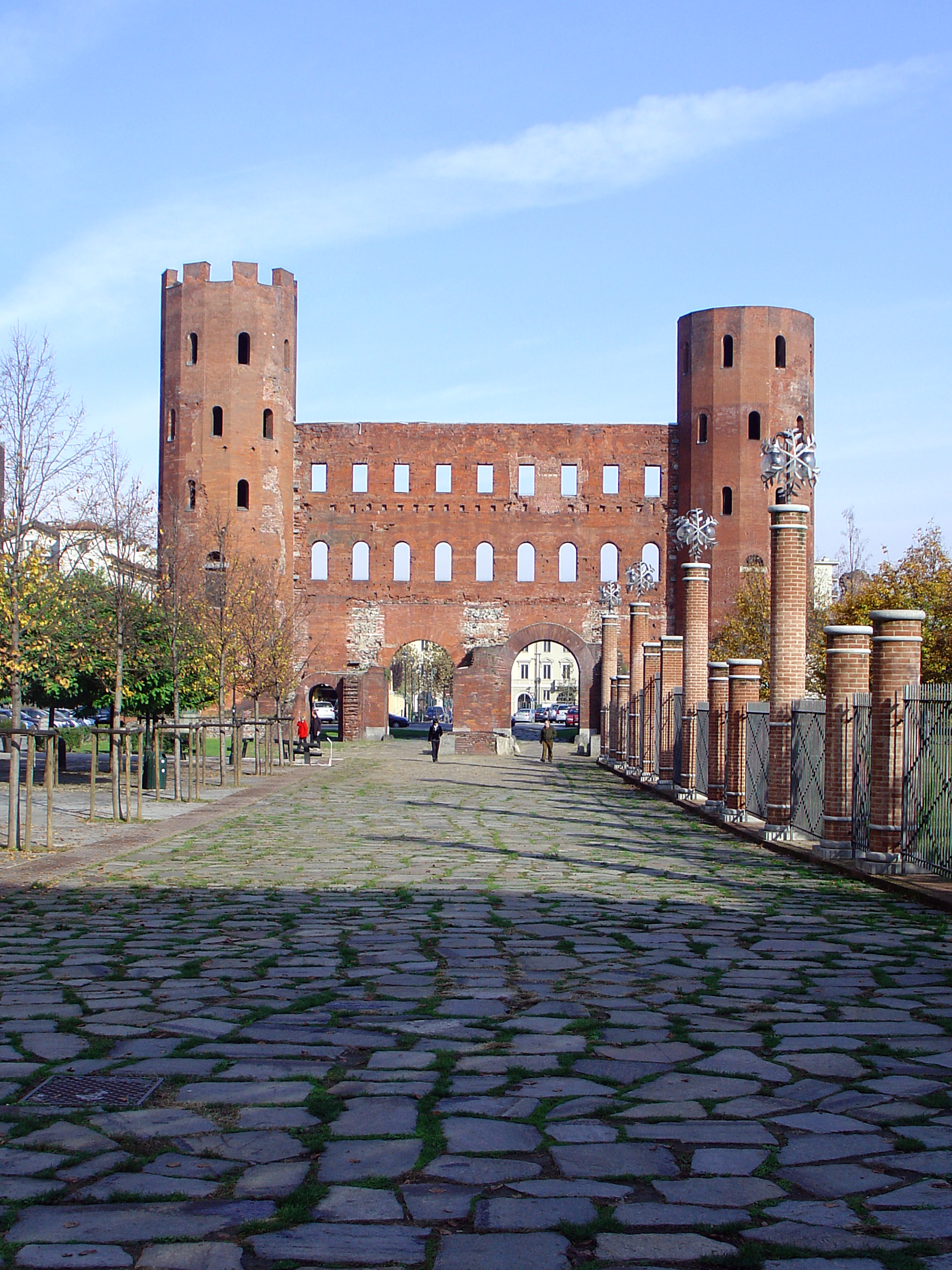
Rechtwinklige und bogenförmige Monoforien in der Porta Palatina in Turin

Ein Monoforium (Plural: Monoforien) ist eine Einzelöffnung (lat. foramen, it. foro = Öffnung), eine Luke in einer Wand, eine spezielle enge und hohe Fensterart.
Es ist ein Terminus technicus, der in der Architektur einen speziellen Fenstertyp bezeichnet, eine „einfache“ Öffnung in der Wand im Unterschied zu den durch Pfeiler oder Säulen unterteilten Bi- und Triforien, insbesondere in den Epochen von Romanik, Gotik und Renaissance bis zum Eklektizismus.

## Beispiele für Bauwerke mit Monoforien
- Kathedrale von Arezzo[3]
- Ekkehart Rotter: Apulien. Fahrten zu byzantinischen Grottenkirchen, normannischen Kathedralen, staufischen Kastellen und Barockbauten in Lecce (= DuMont Kunst Reiseführer). 6. Auflage. Dumont Reise Verlag, Ostfildern 2012, ISBN 978-3-7701-4314-6., Seite 139: "... 43 m hohen Campanile mit seiner typischen, geschossweise vom Monoforium über das Biforium zum Triforium aufstrebenden Fensterordnung."
- Basilika San Nicola in Bari[4]
- Kirche San Giovanni Battista in Matera[5]
- Kathedrale von Acerenza[6]
- Porta Palatina, römisches Stadttor in Turin, sowohl mit rechtwinkligen, geraden Monoforien (im obersten Stockwerk des mittleren Bauteils) als auch mit bogenförmigen[7]